# Astra 2F
Astra 2F ist ein kommerzieller Kommunikationssatellit der SES S.A. mit Sitz in Betzdorf in Luxemburg.
Er wurde am  28. September 2012 um 21:18 Uhr UTC mit einer Ariane-5-ECA-Trägerrakete vom Centre Spatial Guyanais in Kourou zusammen mit GSAT-10 in eine geostationäre Umlaufbahn gebracht und am 11. Oktober dem Betreiber übergeben.
Seit 2015 stellt Astra 2F Kapazitäten an Eutelsat zur Verfügung, die unter dem Satellitennamen Eutelsat 28F vermarktet werden.
Der dreiachsenstabilisierte Satellit ist mit Ku-Band- und Ka-Band-Transpondern ausgerüstet und soll von der Position 28,2° Ost aus Afrika, Europa und den Mittleren Osten mit hochaufgelösten Fernsehprogrammen versorgen. Er wurde auf Basis des Eurostar E3000-Satellitenbus der Firma Astrium gebaut und besitzt eine geplante Lebensdauer von 15 Jahren.

## Empfang
Der Satellit besitzt drei Ausleuchtzonen:
- Der UK-Spotbeam ist auf Großbritannien zentriert und im deutschsprachigen Raum meist erheblich schwerer zu empfangen als die UK-Spotbeams seiner Vorgänger Astra 2D und Astra 1N, da er an den Rändern stärker abfällt.
- Der Europe-Beam ist auf die Westhälfte Europa gerichtet und fällt nach Osten hin langsam und nach Süden hin stark ab.
- Der Westafrika-Beam kann an der Südküste Westafrikas und im Süden von Zentralafrika empfangen werden.

Der Empfang des Satelliten ist mittags stets erheblich besser als zu anderen Tageszeiten.